# Christoph Rehage
Christoph Rehage (* 9. November 1981 in Hannover) ist ein deutscher Autor mit ungarischen Wurzeln. Er erlangte große Bekanntheit mit dem Internetvideo The Longest Way, welches er über seine Wanderung von Peking nach Ürümtschi drehte.

## Leben
Rehage wuchs in Bad Nenndorf auf und hat zwei Geschwister. Ein Jahr seiner Schulausbildung verbrachte er an der High-School in Wichita, Kansas. Nachdem er in Paris gejobbt hatte, wanderte er von Paris zu Fuß nach Hause zurück.
Er studierte an der Münchener Ludwig-Maximilian-Universität Sinologie und an der Filmhochschule Peking Kinematographie. Dort nahm er sich vor, von Peking nach Deutschland zu Fuß zurückzulaufen; er musste aber nach 4.646 km die Reise unterbrechen. Zu seiner Wanderung erstellte er das Internetvideo The Longest Way. Das Video wurde mehrfach ausgezeichnet und wurde vom Time Magazine auf Platz 8 der Top 10 Viral Videos 2009 gesetzt.
Über diese Wanderung und seine Erlebnisse schrieb er das Buch The Longest Way: 4646 Kilometer zu Fuß durch China und erstellte einen Bildband dazu: China zu Fuß: The Longest Way. Unter seinem chinesischen Namen Lei Ke (chinesisch 雷克, Pinyin Léi Kè) veröffentlichte er das Buch über diese Wanderung sowie eine Sammlung kürzere Kommentare in der Volksrepublik China und kurze Zeit später auch in Taiwan. Bis zur unfreiwilligen Löschung seines Weibo-Accounts durch die chinesische Internetzensur im Sommer 2015 folgten ihm mehr als 800 000 Nutzer auf dieser Plattform.
Mit Unterbrechungen setzte er seine Reise durch Zentralasien fort, lebte einige Zeit in Georgien und überquerte schließlich Ende 2021 dank einer Ausnahmegenehmigung die Brücke der Märtyrer des 15. Juli in Istanbul. Am 12. Dezember 2023 legte er die letzte Strecke seiner Reise zurück und kam in Bad Nenndorf am Haus seines Vaters an.
Rehage spricht fließend Chinesisch, Russisch, Französisch und Englisch.

## Veröffentlichungen

### Bücher
- Neuschweinstein: Mit zwölf Chinesen durch Europa. München: Piper/Malik, 2016, ISBN 978-3-89029-435-3
- The Longest Way: 4646 Kilometer zu Fuß durch China. München: Piper/Malik 2012, ISBN 978-3-89029-386-8
- China zu Fuß: The Longest Way. München: National Geographic 2012, ISBN 978-3-86690-271-8

## Auszeichnungen
- Boulder Adventure Film Festival, 2009
- Webcuts, 2010[9]
- Banff Mountain Film Festival, 2010[10]
- Vancouver International Mountain Film Festival, 2011
- 5th International Mountain Film Festival Domžale, 2011
- Squamish Mountain Festival, 2011
- Platz 8 der Top 10 Viral Videos 2009, Time.com[3]